# Slott i Sverige
Slott i Sverige (franska: Château en Suède) är en teaterpjäs från 1960 av den franska författarinnan Françoise Sagan. Den handlar om en moraliskt urartad adelsfamilj som lever på ett insnöat svenskt slott, där de hänger sig åt depraverade lekar med varandra och en nyanländ gäst. Det var Sagans första teaterpjäs. Den hade premiär på Théâtre de l'Atelier i Paris i regi av André Barsacq och tilldelades Brigadierpriset. Den sattes upp i Norrköping och Göteborg 1960, och 2010 på Dramaten i regi av Jenny Andreasson.
År 1963 kom en filmatisering med samma titel i regi av Roger Vadim, med Monica Vitti och Jean-Louis Trintignant i huvudrollerna. Huvudpersonerna återkommer i Sagans roman Själens blåmärken från 1972.